# Rudolf Klein-Rogge
Friedrich Rudolf Klein-Rogge, född 24 november 1885 i Köln i Tyskland, död 29 maj 1955 i Graz i Österrike, var en tysk skådespelare och manusförfattare. Klein-Rogge var en av de mest framträdande skådespelarna i Tyskland under 1920- och 1930-talen, och han spelade i flera av Fritz Langs filmer.
Klein-Rogge scendebuterade 1909 i rollen som Cassius i Julius Caesar. Efter engagemang i olika tyska städer kom han 1915 till Städtische Bühnen Nürnberg där han arbetade både som skådespelare och regissör. År 1918 började han vid Lessing-Theater i Berlin.
Han filmdebuterade 1912, men det var under 1920-talet han blev verkligt känd som filmskådespelare, nästan alltid i roller som ondskefulla och skräckinjagande karaktärer. Av dessa är rollen som den intelligente brottslingen Dr. Mabuse i två filmer, samt uppfinnaren Rotwang i Metropolis de mest kända. Rollen i Dr. Mabuses testamente 1933 kom att bli hans sista samarbete med Lang som snabbt kom att lämna Tyskland efter Nationalsocialisternas maktövertagande samma år. Klein-Rogge fortsatte som filmskådespelare, men fick allt mindre roller och efter 1942 kom han endast att medverka i en film 1949.
Han var gift med manusförfattaren Thea von Harbou åren 1914–1921 och med den svenska skådespelaren Mary Johnson från 1932.

## Filmografi (i urval)
- 1920 – Dr. Caligaris kabinett (ej krediterad)
- 1921 – Den stora cirkusattraktionen
- 1921 – Den obesegrade döden
- 1922 – Dr. Mabuse, der Spieler
- 1924 – Nibelungen
- 1925 – Fribytarkärlek
- 1926 – Metropolis
- 1928 – Oerfarna flickor
- 1930 – Eskimå
- 1933 – Dr. Mabuses testamente
- 1937 – Madame Bovary
- 1940 – En drottnings hjärta
- 1940 – Den ofullkomliga kärleken
- 1949 – Häxan